# Voltolino Fontani
Voltolino Fontani (Livorno, 1920 - aldaar, 1976) was een Italiaans expressionistisch kunstschilder. 

## Biografie
Fontani  was de oprichter van de Eaismo (1948-1959), een avant-gardekunststroming, die zeer kritisch was over kernenergie.
Er was werk van hem in de collectie van de verzamelaar van Belgische kunst Gustave Van Geluwe.

## Tentoonstellingen
- 1955-56: Rome  VII Quadriënnale
- 1959-1960: Rome VIII Quadriënnale
- 1972: Rome, National Gallery of modern art